# Campeonato Cearense Serie C 2024
El Campeonato Cearense de Serie C 2024 fue la 21.ª edición del torneo organizado por la Federação Cearense de Futebol. El torneo comenzó el 16 de junio de 2024 y finalizó el 18 de agosto del mismo año. 
La competencia otorgó dos plazas a la Serie B 2025. En total, siete equipos participaron en esa edición.

## Equipos participantes
| Equipo           | Ciudad            | En 2023            | Estadio (capacidad)  |
| ---------------- | ----------------- | ------------------ | -------------------- |
| Aliança          | Beberibe          | No participó       | João Ronaldo (3.330) |
| Crato            | Crato             | 10º (Serie B 2023) | Mirandão (10.000)    |
| Esporte Limoeiro | Limoeiro do Norte | 8°                 | Bandeirão (5.000)    |
| Itarema          | Itarema           | No participó       | Dedezão (3.500)      |
| Quixadá          | Quixadá           | No participó       | Abilhão (5.000)      |
| Terra e Mar      | Fortaleza         | 4º                 | Elzir Cabral (4.000) |
| Tianguá          | Tianguá           | No participó       | Mouraozão (2.500)    |

## Primera fase

### Clasificación
| Pos. | Equipo           | Pts. | PJ | G | E | P | GF | GC | Dif. | Clasificación 2024              |
| ---- | ---------------- | ---- | -- | - | - | - | -- | -- | ---- | ------------------------------- |
| 1    | Quixadá          | 16   | 6  | 5 | 1 | 0 | 10 | 3  | +7   | Clasificados a las semifinales. |
| 2    | Esporte Limoeiro | 13   | 6  | 4 | 1 | 1 | 8  | 3  | +5   | Clasificados a las semifinales. |
| 3    | Crato            | 10   | 6  | 3 | 1 | 2 | 12 | 7  | +5   | Clasificados a las semifinales. |
| 4    | Terra e Mar      | 9    | 6  | 3 | 0 | 3 | 12 | 11 | +1   | Clasificados a las semifinales. |
| 5    | Tianguá          | 9    | 6  | 3 | 0 | 3 | 8  | 7  | +1   |                                 |
| 6    | Aliança          | 4    | 6  | 1 | 1 | 4 | 5  | 10 | −5   |                                 |
| 7    | Itarema          | 0    | 6  | 0 | 0 | 6 | 1  | 15 | −14  |                                 |

Actualizado a los partidos jugados el 28 de julio de 2024.
 Fuente: FCF

### Fixture
- La hora de cada encuentro corresponde al huso horario correspondiente al Estado de Ceará (UTC-3).

| Quixadá          | 2 - 0 | Itarema     | Abilhão   | 15 de junio | 16:00 |
| Crato            | 1 - 2 | Terra e Mar | Inaldão   | 16 de junio | 15:30 |
| Esporte Limoeiro | 1 - 0 | Tianguá     | Bandeirão | 16 de junio | 15:30 |

| Terra e Mar | 1 - 2 | Esporte Limoeiro | PV              | 22 de junio | 15:30 |
| Tianguá     | 0 - 2 | Quixadá          | Perilo Teixeira | 23 de junio | 15:30 |
| Itarema     | 0 - 1 | Aliança          | Almir Dutra     | 23 de junio | 15:30 |

| Quixadá          | 2 - 1 | Terra e Mar | Abilhão      | 29 de junio | 16:00 |
| Esporte Limoeiro | 2 - 0 | Itarema     | Bandeirão    | 30 de junio | 15:30 |
| Aliança          | 1 - 2 | Crato       | João Ronaldo | 2 de julio  | 15:00 |

| Tianguá | 2 - 1 | Aliança     | Perilo Teixeira | 6 de julio | 15:30 |
| Crato   | 2 - 2 | Quixadá     | Mirandão        | 7 de julio | 15:00 |
| Itarema | 1 - 2 | Terra e Mar | Almir Dutra     | 8 de julio | 15:00 |

| Esporte Limoeiro | 2 - 0 | Crato   | Bandeirão    | 14 de julio | 15:30 |
| Aliança          | 0 - 1 | Quixadá | João Ronaldo | 15 de julio | 15:00 |
| Itarema          | 0 - 2 | Tianguá | Almir Dutra  | 15 de julio | 15:00 |

| Terra e Mar | 2 - 4 | Tianguá          | João Ronaldo | 20 de julio | 15:30 |
| Crato       | 6 - 0 | Itarema          | Mirandão     | 20 de julio | 15:00 |
| Aliança     | 1 - 1 | Esporte Limoeiro | João Ronaldo | 22 de julio | 15:00 |

| Terra e Mar | 4 - 1 | Aliança          | João Ronaldo | 28 de julio | 15:30 |
| Quixadá     | 1 - 0 | Esporte Limoeiro | Abilhão      | 28 de julio | 15:30 |
| Tianguá     | 0 - 1 | Crato            | Almir Dutra  | 28 de julio | 15:30 |

## Fase final

### Semifinales
| Terra e Mar | 0 - 5 | Quixadá          | João Ronaldo | 3 de agosto | 15:30 |
| Crato       | 0 - 0 | Esporte Limoeiro | Mirandão     | 4 de agosto | 15:00 |

| Quixadá          | 1 - 0 | Terra e Mar | Abilhão   | 11 de agosto | 15:30 |
| Esporte Limoeiro | 0 - 1 | Crato       | Bandeirão | 11 de agosto | 15:30 |

### Final
| Quixadá | 2 - 0 | Crato | Abilhão | 18 de agosto | 18:00 |

## Goleadores
Actualizado el 18 de agosto de 2024.
| Pos. | Jugador     | Equipo           | Goles |
| ---- | ----------- | ---------------- | ----- |
| 1    | Gleryston   | Quixadá          | 5     |
| 2    | Alan Victor | Crato            | 4     |
|      | Dico        | Quixadá          | 4     |
| 4    | Janderson   | Crato            | 3     |
|      | Dalvan      | Esporte Limoeiro | 3     |
|      | Kauan       | Quixadá          | 3     |
|      | Gil         | Terra e Mar      | 3     |
|      | Pablo       | Terra e Mar      | 3     |
|      | Wendel      | Tianguá          | 3     |